# مربا (فیلم)
مربا (انگلیسی: Jam) یک فیلم درام است که در سال ۲۰۰۶ منتشر شد. از بازیگران آن می‌توان به جفری دین مورگان و جولی کلیر اشاره کرد.